# The Veils
The Veils sono una band indie Neozelandese nata a Londra nel 2001.
Il frontman è Finn Andrews, figlio di Barry Andrews, ex tastierista di XTC e League of Gentlemen e fondatore del gruppo Shriekback. 
Finn è nato a Brixton, Londra nel 1983, con origini però che fanno riferimento a Auckland, Nuova Zelanda.
Gli attuali componenti della band sono:
- Finn Andrews - Voce,Chitarra
- Sophia Burn - Basso
- Henning Dietz - Batteria
- Dan Raishbrook - Chitarra
- Uberto Rapisardi - Piano/Organo

## Storia del gruppo

### Esordio eThe Runaway Found(2001–2004)
Finn Andrews trascorre la sua adolescenza suonando in folk band a Auckland, in Nuova Zelanda. A 16 anni invia un demo a diverse case discografiche e la band riceve un invito a partire per Londra per la realizzazione di un album.
Lì firmano un contratto con la Blanco y Negro Records e nell'agosto del 2002 pubblicano il promo single "Death & Co.". Tre mesi dopo è la volta di "More Heat Than Light" seguito, il 24 febbraio 2003 da "The Leavers Dance".
Alcune incomprensioni con l'etichetta Blanco Y Negro finiscono in tribunale e i Veils riacquisiscono i diritti sulle loro registrazioni e passano alla Rough Trade Records.
I Veils registrano altre quattro canzoni con la produzione di Bernard Butler (ex-Suede) e pubblicano il singolo "Guiding Light" (28 luglio 2003). Inizialmente il primo album viene pubblicato solo in Spagna e nel Regno Unito, trainato dai singoli "Lavinia" (24 novembre 2003) e "The Wild Son" (26 January 2004) che portano The Runaway Found ad essere diffuso in tutto il mondo dal 16 febbraio 2004.
Il video e la canzone di 'Lavinia' trovano molto spazio negli airplay radiofonici e su Mtv.
La traccia 'Vicious Traditions', tratta dal loro primo album, entra nella colonna sonora di 'Mr. Brooks', film diretto da Bruce A. Evans; mentre i Portishead firmano un remix di "The Leavers Dance". 
Intanto a causa di dissapori interni la band si scioglie.

### Rinnovo della line-up eNux Vomica(2005–2006)
Nel 2005 Andrews intraprende un tour come solista negli Stati Uniti e in Giappone, quindi ritorna nella sua Nuova Zelanda dove riforma la band coadiuvato dai suoi compagni delle scuole superiori: Liam Gerrard (tastiere) e Sophia Burn (basso) in Liam's bedroom. Il trio si mostra ben affiatato e scrive rapidamente materiale per il nuovo album. Tornano a Londra e completano la line-up con Dan Raishbrook (chitarra) and Henning Dietz (batteria). 
Il 2006 inizia a Los Angeles dove i Veils registrano i nuovi brani con il produttore Nick Launay. 
L'album che ne esce, 'Nux Vomica', è più cupo, pesante e complesso rispetto alle precedenti registrazioni. Ne verranno estratti due singoli: "Advice for Young Mothers to Be" (4 September 2006) e "One Night on Earth" (15 April 2007). L'omonimo brano 'Nux Vomica' entrerà a far parte della colonna del film "Il divo" di Paolo Sorrentino ed accompagna la sequenza dell'omicidio di Salvo Lima.

### Sun Gangs(2007–2009)
Nei sedici mesi dall'uscita di Nux Vomica i Veils intraprendono un tour con oltre 250 date attraverso 15 stati, finché il tastierista Liam Gerrard, decide di lasciare la band per tornare in Nuova Zelanda.
La band ritorna a Londra e inizia a lavorare al terzo album con il produttore Graham Sutton, nei West Point Studios. In tre settimane l'album è pronto per il mixaggio. 
Nel marzo del 2009 il tour riprende con brani inediti e un nuovo batterista, Raife Burchell. 
Il 6 aprile 2009 viene pubblicato Sun Gangs, supportato dai singoli "The Letter" e "Begin Again" e dai loro rispettivi video.
La band ha prestato alcuni brani e titoli per la Serie Tv One Tree Hill.

### Troubles of the Brain EP(2010-2011)
Conclusa la tournée mondiale per presentare il terzo album, la band compone brani nuovi che faranno parte dell'EP 'Troubles of the Brain'; pubblicato il 24 gennaio 2011, per una nuova etichetta creata dalla band stessa, la Pitch Beast Records. 
L'EP viene prodotto da Finn Andrews e Bernard Butler e registrato nello studio di casa Andrews a Londra.
Nel marzo 2011 i Veils presentano il nuovo EP durante un concerto di beneficenza a Londra, in favore della "NZ Red Cross".

### Time Stays, We Go(2013)
Il quarto album di studio dei Veils s'intitola 'Time Stays, We Go', la sua uscita prevista per il 29 aprile 2013 e viene anticipata dal free download di 'Through the Deep, Dark Wood' dal sito ufficiale della band e dalla loro pagina Facebook.
L'album viene registrato a Los Angeles, negli studi di Laurel Canyon, mentre nel gennaio 2013 i Veils registrano 5 brani dal vivo negli Abbey Road Studios. Tali registrazioni corredano il nuovo disco.

## Discografia

### Album
- 2004 - The Runaway Found
- 2006 - Nux Vomica
- 2009 - Sun Gangs
- 2013 - Time Stays, We Go
- 2016 - Total Depravity
- 2023 - ...And Out of the Void Came Love
- 2025 - Asphodels

### EP
- 2011 - Troubles of the brain

### Singoli
| Titolo                                 | Pubblicato       | Etichetta      | Formato             | Album             |
| Death & Co.                            | 19 August 2002   | Blanco Y Negro | CD single           |                   |
| More Heat Than Light                   | 18 November 2002 | Blanco y Negro | CD single           | The Runaway Found |
| The Leavers Dance                      | 24 February 2003 | Blanco y Negro | CD single           | The Runaway Found |
| Guiding Light                          | 28 July 2003     | Rough Trade    | CD single, 7" vinyl | The Runaway Found |
| Lavinia                                | 24 November 2003 | Rough Trade    | CD single, 7" vinyl | The Runaway Found |
| The Wild Son                           | 26 January 2004  | Rough Trade    | CD single, 7" vinyl | The Runaway Found |
| The Tide That Left and Never Came Back | 17 May 2004      | Rough Trade    | CD single, 7" vinyl | The Runaway Found |
| Advice for Young Mothers to Be         | 4 September 2006 | Rough Trade    | 7" vinyl, Download  | Nux Vomica        |
| One Night on Earth                     | 15 April 2007    | Rough Trade    | Download            | Nux Vomica        |
| The Letter                             | 13 April 2009    | Rough Trade    | Download            | Sun Gangs         |

### Video
| Titolo                                      | Anno | Regista                         |
| Lavinia                                     | 2003 | Gavin Boyter                    |
| The Tide That Left and Never Came Back      | 2004 | Gina Birch                      |
| The Wild Son                                | 2004 | Tim Groenendaal                 |
| Advice for Young Mothers to Be              | 2006 | Suzanne Schurgers for Minivegas |
| Calliope!                                   | 2007 | The Brownlee Brothers           |
| The Letter                                  | 2009 | Iain Forsyth and Jane Pollard   |
| Begin Again                                 | 2009 | Sean Gratton                    |
| The Stars Came Out Once The Lights Went Out | 2011 | Alexander Gandar                |